# Ambrózfalva
Ambrózfalva es un pueblo húngaro perteneciente al distrito de Makó en el condado de Csongrád, con una población en 2012 de 486 habitantes.
El pueblo fue fundado en 1843 como una colonia agrícola en territorio del vecino pueblo de Pitvaros, que en su origen se dedicaba al tabaco y a la remolacha azucarera. Sus primeros pobladores eran principalmente eslovacos de Békéscsaba. La composición étnica cambió a partir de 1946, cuando se asentaron numerosos magiares como consecuencia de los acuerdos de intercambio de población entre Hungría y Checoslovaquia. Actualmente casi todos los habitantes son magiares, pero sigue viviendo aquí una minoría de eslovacos que forman la décima parte de la población local.
Se ubica unos 20 km al noreste de la capital distrital Makó, junto a la ferrovía que une Orosháza con la frontera rumana.